# Ferreira do Alentejo
Ferreira do Alentejo, igualmente conhecida apenas como Ferreira, é uma vila portuguesa pertencente ao distrito de Beja, região do Alentejo (NUT II) e sub-região do Baixo Alentejo (NUT III), com cerca de 3 700 habitantes em 2021.
É sede do Município de Ferreira do Alentejo que tem 648,25 km² de área e 7 684 habitantes (censo de 2021), subdividido em 4 freguesias. O município é limitado a norte pelos municípios de Alcácer do Sal e de Alvito, a leste por Cuba e por Beja, a sul por Aljustrel, a sudoeste por Santiago do Cacém e a oeste por Grândola.
A povoação humana no município remonta à antiguidade, existindo vestígios pré-históricos e da Civilização romana. A vila foi depois parte da Ordem de Santiago da Espada, tendo o seu primeiro foral sido passado em 5 de Março de 1516 por D. Manuel I.

## Caracterização

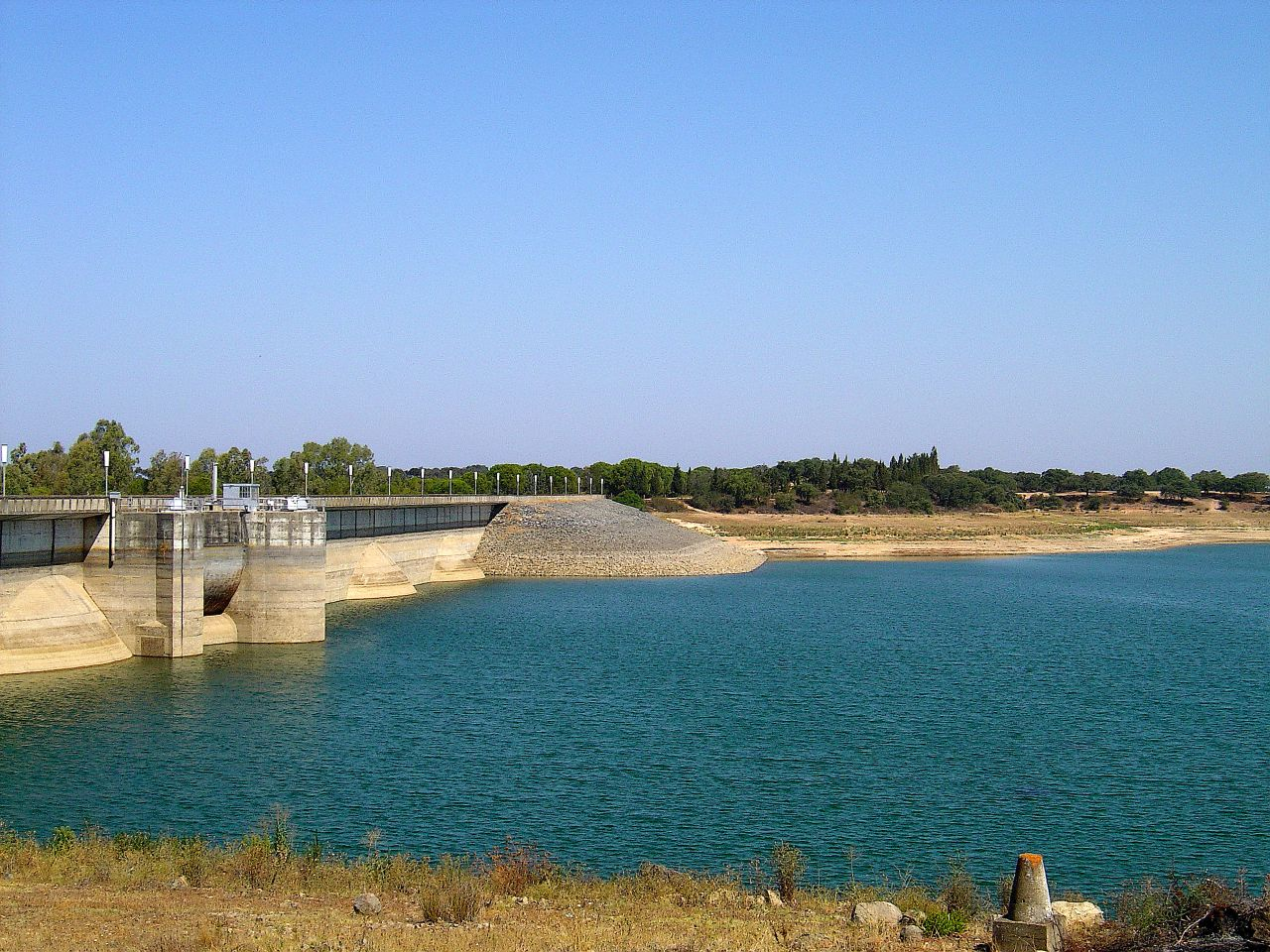
Barragem de Odivelas

### Geografia
A vila de Ferreira do Alentejo está situada a cerca de 24 km da cidade de Beja, capital do Distrito, no sentido Oeste. Localiza-se numa pequena elevação, a cerca de 141 m de altitude, perto da Charneca da Asseiceira e do Planalto das Naves, uma região de vastas planícies.
Situa-se na margem direita da Ribeira de Safrino, um afluente da Ribeira da Figueira, que por sua vez desagua no Rio Sado. Os solos são principalmente do Período terciário. Outro curso de água que passa nas proximidades de Ferreira do Alentejo é a ribeira de Vale de Ouro.
Em 2003, o município possuía uma área de 646,8 km2, e em 2002 tinha uma população estimada de 8682 pessoas, fazendo assim uma densidade populacional de 29,6 hab./km2. Em 2001, no município existiam 4 725 edifícios e 2 784 residiam 2 784 núcleos familiares.
A povoação de Peroguarda fica a cerca de 7 km a Nordeste da vila, Figueira dos Cavaleiros está situada a 9 km a Noroeste, Alfundão encontra-se a 10 km no sentido Nor-Nordeste, Odivelas está a 10 km de percurso no sentido Norte, e Beringel fica a 13 km ao Nordeste.

### Economia

#### Agricultura e indústria
A região de Ferreira do Alentejo é essencialmente agrícola, produzindo principalmente cereais, azeite, cortiça, vinho e gado lanígero. Possui uma indústria baseada na lã, em lagares de azeite e nos lacticínios, destacando-se a sua produção queijeira. A principal produção no município é cerealífera, excepto na sede de freguesia, onde a principal actividade económica é o comércio. No município existe uma unidade industrial para a transformação de bagaço, a Casa Alta - Sociedade Transformadora de Bagaços, no Parque Agroindustrial do Penique, perto de Odivelas.
Na freguesia de Odivelas, existe uma Barragem hidroagrícola.

#### Turismo
No município de Ferreira do Alentejo existem vários locais para a prática da pesca e da caça desportiva, e restaurantes e hotéis, tanto na sede do município como nas suas freguesias.

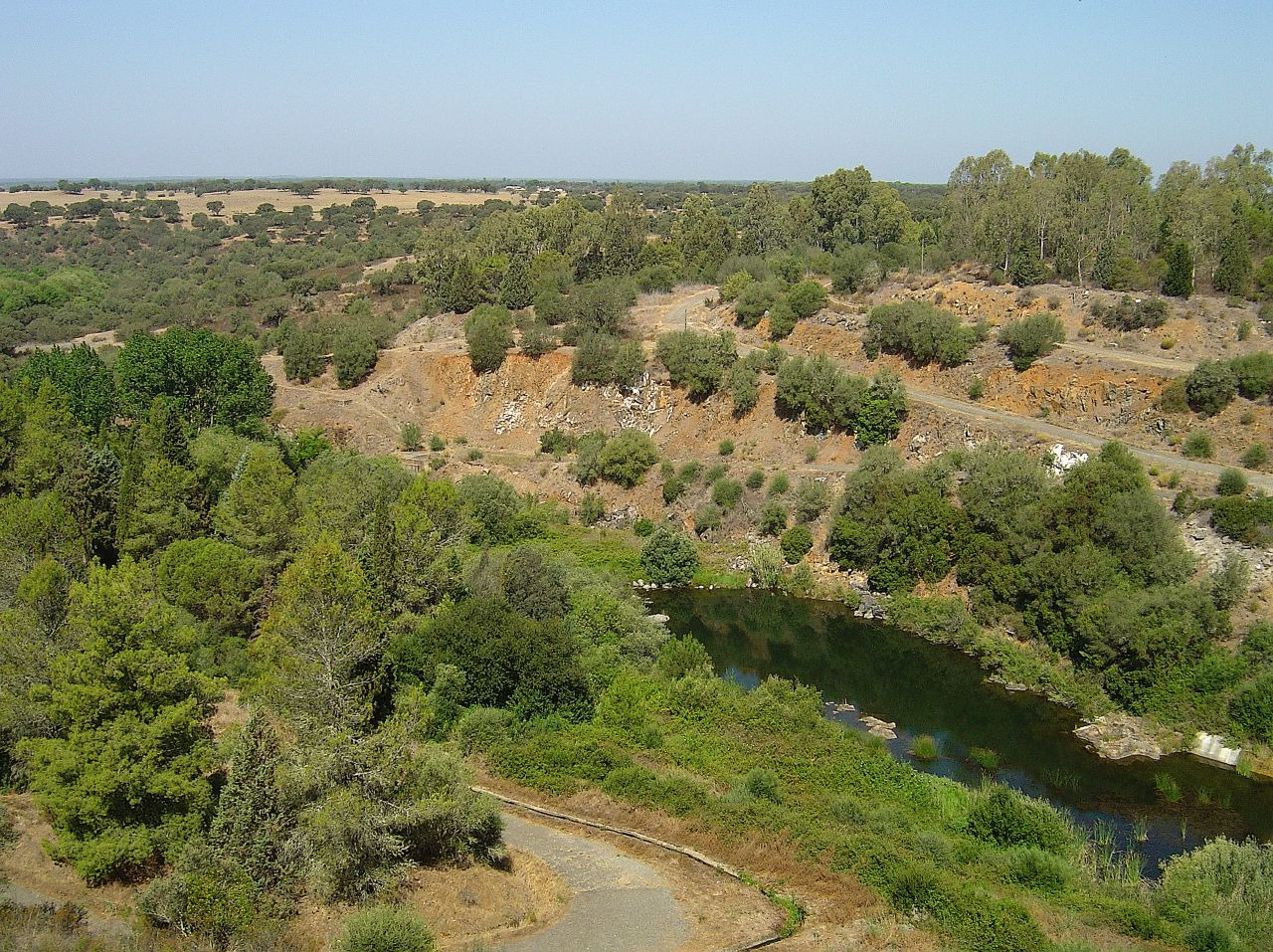
Vegetação junto à Barragem de Odivelas.

### Fauna e Flora
A região de Ferreira do Alentejo é um local de transições e contrastes: dos barros às areias, do montado aos pinhais... Assim, nesta zona não faltam espécies bem típicas de árvores e plantas, como os sobreiros, as azinheiras e as oliveiras, bem como a esteva, a giesta, o rosmaninho e a urze.[carece de fontes?] As principais espécies florestais no município são o sobro e o azinho.
Por aqui, podem observar-se cerca de 215 espécies de aves, das quais se podem destacar a carriça, a tarambola-dourada, o pisco-de-peito-azul, a galinha-de-água, o falcão-pequeno, a garça-real, a cegonha-branca, entre outras que visitam e nidificam neste território.[carece de fontes?]
Nas ribeiras, albufeiras, barragens e canais fervilham inúmeras espécies de peixe, tais como: achigãs, carpas, bordalos, lúcios e sável, fazendo os encantos de qualquer pescador.[carece de fontes?] Os pontos de pesca no município são as Lagoas dos Patos e do Peneireiro, em Alfundão, as Barragens do Vale de Alarve e do Sequeiro em Canhestros, a Quinta de São Vicente e as Barragens do Marmelo e do Pereiro em Ferreira do Alentejo, o Vale da Rainha e Casais em Santa Margarida do Sado, a Carvalhosa no Barranco das Furnas na Figueira dos Cavaleiros, a Ervedosa e o Rio Seco dos Marmelos, ambos situados no Barranco das Faias, em Odivelas, Castelo Ventoso, Barragem e Sesmarias em Odivelas.
O município também dispôe de várias reservas para a caça turística, sendo o território do javali, do coelho, da lebre, do texugo, da raposa.

### Clima
O clima em Ferreira do Alentejo é quente e temperado. Segundo a classificação climática de Köppen-Geiger, a classificação do clima é Csa. A temperatura média anual é de 16,7 °C. A pluviosidade média anual é de 557 mm.
No mês de julho, que é o mês mais seco, a precipitação é de 2 mm. A maioria da precipitação cai em dezembro, com uma média de 82 mm. A temperatura média no mês de agosto é de 24,0 °C, sendo o mês mais quente do ano. Em janeiro, a temperatura média é 10,5 °C. Esta é a temperatura média mais baixa de todo o ano.

## Freguesias

Freguesias do município de Ferreira do Alentejo.

O município de Ferreira do Alentejo é constituído por 4 freguesias:
| Freguesia                         | Residentes (2011) | Residentes (2021) |
| --------------------------------- | ----------------- | ----------------- |
| Alfundão e Peroguarda             | 1 227             | 1 287             |
| Ferreira do Alentejo e Canhestros | 5 140             | 4 739             |
| Figueira dos Cavaleiros           | 1346              | 1 185             |
| Odivelas                          | 542               | 473               |
| Total                             | 8 255             | 7 684             |

Antes da união administrativa, as freguesias de Ferreira do Alentejo, Alfundão, Canhestros e Peroguarda existiam de forma autónoma umas das outras.

## Demografia
Os números referen-se ao número de habitantes que tinham a residência oficial neste município à data em que os censos se realizaram.	